# Bicladus metacrini
Bicladus metacrini — вид війчастих плоских червів родини Umagillidae. Хробак паразитує у порожнинах морських лілій роду Metacrinus.